# Шелли (город, Миннесота)
Шелли (англ. Shelly) — город в округе Норман, штат Миннесота, США. На площади 0,5 км² (0,5 км² — суша, водоёмов нет), согласно переписи 2002 года, проживают 266 человек. Плотность населения составляет 490,8 чел./км².
- Телефонный код города — 218
- Почтовый индекс — 56581
- FIPS-код города — 27-59566[1]
- GNIS-идентификатор — 0651947[2]